# Torreya; a Monthly Journal of Botanical Notes and News
Torreya; a Monthly Journal of Botanical Notes and News (abreviado Torreya) fue una revista con ilustraciones y descripciones botánicas que fue editada por el Torrey Botanical Club en Nueva York. Se publicaron 45 números desde 1901 hasta 1945.